# Urbain Haesaert
Urbain Haesaert (Waasmunster, 5 mei 1941) is scout bij AFC Ajax en voormalig voetbalcoach.

## Carrière

### Beveren
In de jaren 70 was Haesaert assistent van Urbain Braems bij KSK Beveren. De club won in 1978 de Beker van België.

### Lokeren
In 1978 ging Haesaert aan de slag bij eersteklasser KSC Lokeren. Hij was opnieuw de assistent van Braems. Nadien vormde de Waaslander een trainersduo met de Tsjechoslowaak Jozef Vacenovsky, die al een tijdje als hulptrainer in Lokeren vertoefde. Lokeren werd onder leiding van Haesaert en Vacenovsky verrassend vierde in de competitie, waardoor de Oost-Vlamingen een Europees ticket bemachtigden. Een seizoen later presteerde Lokeren zowaar nog beter. Het trainersduo loodste Lokeren naar de finale van de Beker van België en naar de kwartfinale van de UEFA Cup. In de competitie eindigde de club als vicekampioen achter RSC Anderlecht. Haesaert beschikte in die dagen over Eddy Snelders, Raymond Mommens, René Verheyen, Włodzimierz Lubański en Arnór Guðjohnsen. In 1981 volgde Robert Waseige Haesaert op en de Waaslander kwam bij tweedeklasser Berchem Sport terecht.

### Berchem en Beringen
Berchem was net gedegradeerd en ging op zoek naar de promotie. Haesaert kreeg spelers als Johnny Velkeneers en Paul Postuma onder zijn hoede, maar ruilde de club al gauw in voor eersteklasser Beringen FC. Bij Beringen sputterde de motor en werd Haesaert in de loop van het seizoen binnengehaald als de vervanger van Hans Croon. De club werd voorlaatste en degradeerde. Haesaert bleef uiteindelijk nog één seizoen bij het Limburgse Beringen alvorens naar West-Vlaanderen te verhuizen.

### Waregem
In 1983 begon KSV Waregem met Haesaert als opvolger van trainer Sándor Popovics. Het werd een droomhuwelijk, want Haesaert slaagde erin om met succes zijn stempel op het elftal te drukken. De eerder zwijgzame coach voerde nieuwe trainingstechnieken in waardoor het qua budget kleinere Waregem toch met de grotere clubs kon strijden. Spelers als Danny Veyt, Philippe Desmet, Alain Van Baekel en de broers Luc en Marc Millecamps werden de uithangborden van het succesvolle Waregem.
In eigen land groeide de club uit tot een waardige middenmoter, maar in Europa kon de club wel stunten. Het jaar 1986 was het hoogtepunt van Waregem. Haesaert slaagde erin om zijn team naar de halve finale van de UEFA Cup te leiden. Zowel AC Milan als CA Osasuna werden dat jaar uitgeschakeld door Waregem. Haesaert zelf werd op het einde van het seizoen uitgeroepen tot Trainer van het Jaar. Het waren mooie zeges die nadien niet meer geëvenaard konden worden. Waregem kende een logische terugval en plots verschenen ook de eerste barsten in het spelsysteem van Haesaert. Tijdens het seizoen 1989/90 werd hij aan de deur gezet en vervangen door Marc Millecamps, in afwachting van een nieuwe coach.

### Germinal Ekeren
Na een korte periode zonder club werd hij in de zomer van 1990 voorgesteld als de nieuwe trainer van Germinal Ekeren. De ervaren Haesaert verving zijn collega René Desaeyere. Samen met spelers als o.a. Philippe Vande Walle, Mike Verstraeten, Didier Dheedene en Eddy Snelders vormde hij de basis voor de successen die club eind jaren 90 zou kennen. Zelf bleef Haesaert drie seizoenen bij Germinal Ekeren. In 1993 trok hij naar de oudste club van het land.

### Antwerp
Antwerp FC, de streekgenoot van Germinal Ekeren, was de volgende halte van de Waaslander. Haesaert strandde in zijn eerste seizoen met Antwerp op de derde plaats. Ondanks die prestatie slaagde hij er niet in om het team naar behoren te vormen. De club zette tijdens zijn tweede seizoen de samenwerking stop. Doelman Ratko Svilar nam het roer over en begeleidde Antwerp naar een zestiende plaats.

### Oostende en Aalst
Na zijn vroegtijdig vertrek bij Antwerp trok KV Oostende de trainer aan. Oostende was net naar de Tweede Klasse gezakt en hoopte weer gauw terug te keren naar het hoogste niveau. De club sneuvelde in de eindronde. Niettemin had Oostende er een uitstekend seizoen opzitten. Dankzij de aanvallers Nico Claesen en Zlatko Arambašić werd Oostende een van de smaakmakers in de Tweede Klasse. Op het einde van het seizoen mocht hij echter beschikken. Dennis van Wijk nam zijn rol over en Haesaert viel zonder club.
Jan Ceulemans kende midden jaren 90 een bloeiperiode bij Eendracht Aalst. Als trainer had hij de club eerst naar de Eerste Klasse geloodst, nadien ook naar Europa. De jonge spits Gilles De Bilde won de Gouden Schoen en versierde nadien een transfer naar Anderlecht. In 1996 zakte Aalst weg naar de bodem van het klassement en Ceulemans mocht tijdens het seizoen 1996/97 zijn koffers pakken. Haesaert volgde hem op en verzekerde de club van behoud. Een seizoen later kreeg hij de opdracht om Eendracht Aalst terug naar de subtop, dan niet de middenmoot te stuwen. Maar de resultaten vielen opnieuw tegen en dus maakte ook Haesaert het seizoen niet af.

## Jeugdopleiding en scout

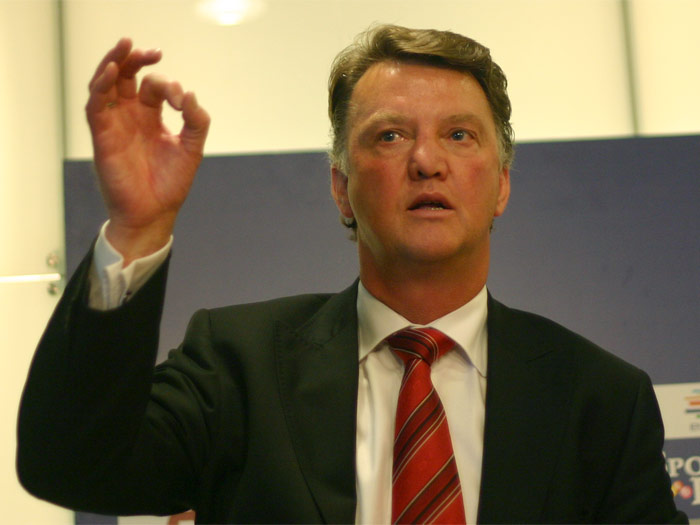
Louis van Gaal (foto) haalde Haesaert als scout naar Ajax.

Na zijn ontslag bij Eendracht Aalst boden opnieuw enkele clubs zich aan, maar Haesaert besloot het trainerschap achter zich te laten. Hij werd vervolgens directeur Opleidingen bij Germinal Beerschot, een club die voortkwam uit de fusie van zijn ex-club Germinal Ekeren en Beerschot VAV. Haesaert liet met zijn beleid de kwaliteit van de jeugdopleiding toenemen en kreeg lof voor zijn inzicht. De club begon in die periode ook nauw samen te werken met Ajax, waardoor heel wat jeugdspelers van Beerschot uiteindelijk bij Ajax neerstreken. Thomas Vermaelen, Toby Alderweireld, Tom De Mul en Jan Vertonghen zijn de bekendste voorbeelden.
In 2004 liep het contract van Haesaert af en had hij de intentie om het voetbalmilieu te verlaten. Nochtans had Leo Beenhakker, die tot 2003 technisch directeur van Ajax was, hem dat afgeraden. Louis van Gaal volgde Beenhakker nadien op als technisch directeur. Samen met voorzitter Arie van Eijden haalde Van Gaal de ondertussen 63-jarige Haesaert naar Ajax.
In maart 2010 raakte bekend dat Haesaert vanaf juli 2010 in dienst van RSC Anderlecht zal werken.
Sinds 1 juli 2018 is hij jeugdscout bij Ajax, de club waarmee Beerschot eerder al samenwerkte.